# Parmenio Bettoli
Parmenio Bettoli (født 13. januar 1835 i Parma, død 16. marts 1907 i Bergamo) var en italiensk digter.
Bettoli har skrevet en del romaner, men især er han bekendt som forfatter til talrige dramatiske arbejder, hvoriblandt Boccaccio a Napoli (1865), der vandt stærkt bifald, til dels på grund af Ernesto Rossis spil i titelrollen. I 1875 skrev han L'egoista per progetto, som han udgav for at være en hidtil ukendt komedie af Goldoni, og det lykkedes ham virkelig en tid at føre folk bag lyset.